# Gia Cát Huyền
Gia Cát Huyền (chữ Hán: 諸葛玄; ?-197) là tướng dưới quyền quân phiệt Viên Thuật thời Tam Quốc trong lịch sử Trung Quốc.

## Thân thế
Gia Cát Huyền người ở huyện Dương Đô, quận Lang Gia (thuộc Từ châu), là hậu duệ của quan Tư Lệ hiệu úy nhà Hán là Gia Cát Phong, dòng dõi của tướng Gia Cát Anh thời Tần mạt - người có công giúp Trần Thắng khởi binh chống nhà Tần. Anh ông là Gia Cát Khuê làm tới chức quận thừa ở Thái Sơn.

## Tướng thời loạn
Do Gia Cát Khuê mất sớm, Gia Cát Huyền cưu mang 2 cháu còn nhỏ (con của Khuê) là Gia Cát Lượng và Gia Cát Quân. Theo Tam quốc chí, ông phục vụ dưới trướng quân phiệt Viên Thuật; Hán Tấn xuân thu lại cho rằng ông phục vụ dưới quyền quân phiệt Lưu Biểu.
Năm 193, Thứ sử Dương châu do nhà Hán bổ nhiệm là Trần Ôn mất. Tại quận Dự Chương thuộc Dương châu, Thái thú Chu Thuật do nhà Hán bổ nhiệm cũng qua đời. Viên Thuật bị Tào Tháo đánh bại, mang quân vào Dương châu, tranh chấp nơi này với Viên Thiệu, đánh bại tướng của Viên Thiệu là Viên Di, bổ nhiệm thủ hạ Huệ Cù làm Thứ sử Dương châu và cử Gia Cát Huyền làm Thái thú Dự Chương.
Gia Cát Huyền tới Dự Chương nhậm chức, đóng trị sở ở huyện Nam Xương, mang theo 2 cháu Gia Cát Lượng và Gia Cát Quân.
Năm 194, triều đình Trường An do quyền thần Lý Thôi chi phối không chấp nhận Viên Thuật, bèn bổ nhiệm Lưu Do làm thứ sử Dương châu và Chu Hạo làm Thái thú Dự Chương. Chu Hạo theo thứ sử Dương Châu là Lưu Do mượn binh đánh Gia Cát Huyền. Gia Cát Huyền thua trận, Chu Hạo chiếm được Nam Xương.
Gia Cát Huyền bỏ chạy về Tây Thành. Viên Thuật và Lưu Do cùng nhau giành giật Dương châu. Năm 196, Lưu Do bị tướng của Viên Thuật là Tôn Sách đánh bại, phải chạy về Dự Chương nương nhờ thái thú Hoa Hâm (được triều đình Trường An bổ nhiệm thay Chu Hạo, người đã bị Trách Dung giết chết).
Quãng đời sau của Gia Cát Huyền được sử sách ghi khác nhau. Theo Tam quốc chí, sau khi thất bại ở Dự Chương, ông mang theo gia quyến tới Tương Dương nương nhờ Lưu Biểu. Theo Hán Tấn Xuân thu, tháng 1 năm Kiến An thứ hai (197), dân ở Tây thành làm phản chống lại Gia Cát Huyền, giết chết ông và gửi đầu đến chỗ Lưu Do.